# Parc de Joan Miró
Parc de Joan Miró är en park i Barcelona. Den ligger i distriktet Eixample, strax norr om Plaza de España och Plaza de toros de las Arenas. Den invigdes 1983, samma år som konstnären Joan Miró dog vilken parken är uppkallad efter. I parken står hans 22 meter höga skulptur Dona i ocell.

## Bilder

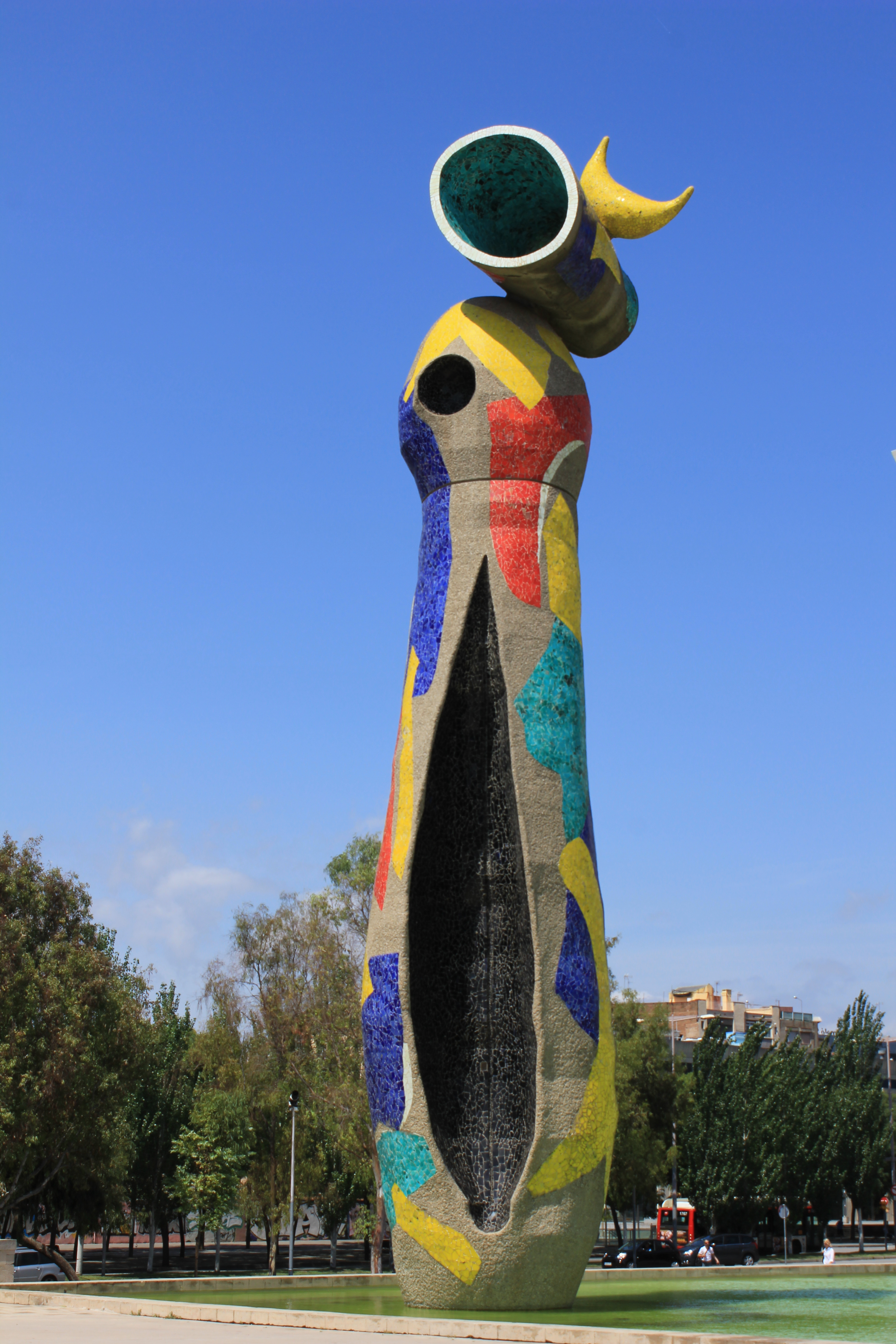
Joan Mirós Dona i ocell.